# Karl zu Schwarzenberg
Karl Philipp zu Schwarzenberg, född 15 april 1771 i Wien, död 15 oktober 1820 i Leipzig, var en österrikisk furste, diplomat och fältherre som ofta utmärkte sig under fälttågen mot Napoleon. Han var farbror till Felix zu Schwarzenberg.

## Biografi
Schwarzenberg avancerade från major 1792 till fältmarskalklöjtnant 1800. Under fälttåget 1805 förde han befälet över en armékår under general Karl Mack, och vid Ulm räddade han större delen av kavalleriet från att dela den övriga härens öde att tillfångatas. År 1808 blev Schwarzenberg österrikiskt sändebud i Sankt Petersburg.
Efter slaget vid Wagram, där han deltog och efteråt utnämndes till general av kavalleriet, skickades han till Paris för att underhandla om giftermål mellan Napoleon och ärkehertiginnan Maria Lovisa. På anhållan av Napoleon, vars förtroende han i högsta grad vunnit, fick han 1812 befälet över den österrikiska hjälpkår som skickades mot Ryssland, men förhöll sig i enlighet med sin regerings förändrade politik rätt overksam under franska arméns återtåg.
År 1813, utnämnd till fältmarskalk, försökte han i Paris få till stånd ett allmänt fredsslut. När detta misslyckats och Österrike slutit sig till Frankrikes fiender fick han befälet över de allierades huvudarmé, bömiska armén, sammansatt av österrikare, ryssar och preussare. Han löste med framgång sin svåra uppgift, vilken krävde såväl diplomatisk smidighet och erfarenhet som militär skicklighet.
Driven tillbaka från angreppet på Dresden i augusti samma år besegrade han några dagar senare Dominique Vandamme vid Kulm och vann i oktober i förening med de allierades övriga arméer över Napoleon själv den lysande segern vid Leipzig. Därefter marscherade Schwarzenberg över schweiziskt område in i Frankrike, där han besatte Langresplatån.
I förening med Gebhard von Blücher slog han Napoleon vid La Rothière och ryckte an mot Paris, men vek åter undan efter dennes segrar i trakten av Montmirail. Denna reträtt har mycket klandrats, liksom Schwarzenbergs försiktiga, i 1700-talets metoder fångna strategi över huvud. Denna bör dock även ses i samband med den österrikiska politiken, som inte åsyftade Napoleons krossande, utan endast ville tvinga honom till billig fred.
I februari 1814 återupptogs offensiven. Schwarzenberg segrade vid Bar-sur-Aube och Arcis-sur-Aube och ryckte in i Paris den 31 mars. Han utnämndes därefter till president i österrikiska hovkrigsrådet. Under de hundra dagarna kom Schwarzenberg och den armé, som han då anförde vid övre Rhen, ej att spela någon aktiv roll. År 1838 restes till hans minne en ärestod i närheten av Leipzig.

## Utmärkelser
- Hedersmedborgare i Wien,  1813
- Riddare av Elefantorden,  1815
- Riddare med storkors av Vilhelms militärorden,  27 augusti 1815[1]
- Sankt Stefansorden
- Sankt Hubertusorden
- Storkors av Hederslegionen
- Max-Josefsorden
- Kungliga Svärdsorden
- Helgeandsorden
- Sankt Ferdinands Förtjänstorden
- Maria-Teresiaorden
- Gyllene skinnets orden
- Andreasorden
- Riddare av Mikaelsorden
- Riddare av Helgeandsorden
- Annunziataorden
- Riddare av Gyllene skinnets orden[2]
- Svarta örns orden
- Riddare med storkors av Maria-Teresiaorden[2]
- Sankt Alexander Nevskij-orden
- Sankt Mauritius och Sankt Lazarusorden

[Redigera Wikidata]